# Live in London (álbum de Brett Anderson)
Live in London é o primeiro álbum ao vivo do cantor Brett Anderson, vocalista da banda de rock Suede. Lançado em maio de 2007, foi distribuído em uma edição limitada de 1500 cópias. Além de canções solo, o disco reuniu sucessos de sua banda.

## Faixas
CD1
1. "To the Winter" (6:00)
2. "Love Is Dead" (3:32)
3. "One Lazy Morning" (3:25)
4. "Dust and Rain" (3:09)
5. "Intimacy" (3:11)
6. "Back to You" (5:35)
7. "By the Sea" (4:23)
8. "Colour of the Night" (2:58)
9. "Scorpio Rising" (4:39)
10. "(Interlude/big pat on the back for fan (brett words of praise for "yuki"))" (0:44)
11. "Infinite Kiss" (5:34)
12. "Song for My Father" (6:55)

CD2
1. "Ebony" (5:01)
2. "The Big Time" (3:20)
3. "So Young" (3:07)
4. "The Wild Ones" (6:48)
5. "Can't Get Enough" (3:56)
6. "Trash" (4:46)
7. "Beautiful Ones" (7:28)